# تمدن زاینده‌رود
تمدن زاینده‌رود نام یک تمدن پیشاتاریخی است که در اطراف رودخانهٔ زاینده‌رود ایران قرار داشته‌است. رودخانهٔ زاینده‌رود که در قسمت مرکزی ایران قرار دارد، دارای مساحت ۴۲۰۰۰ ک.م. می‌باشد که ۸۷٪ آن در اصفهان و بقیه در استان‌ چهارمحال قرار دارد. نخستین کاوش‌های باستان‌شناسی که در سال ۱۳۴۴ آغاز شد، حاکی از آن است که شهری به خاک سپرده‌شده در نزدیکی شهرستان تاریخی ورزنه در یکی از خرده‌رودهای زاینده‌رود به نام تالاب گاوخونی در گذشته وجود داشته‌است.
بر پایهٔ فرهنگ محلی، در گذشته شهری باشکوه و باصفا به نام کاوخانه وجود داشته‌است. تپهٔ تاریخی چادگان مربوط به هزارهٔ پنجم پیش از میلاد و تپهٔ تاریخی شمال تالاب گاوخونی مربوط به هزارهٔ سوم پیش از میلاد است.